# Lobengula
Lobengula Khumalo (1845–1894)fou el segon i darrer rei del poble ndebele del nord més coneguts com a matabeles. Ambdós noms, en llengua isiNdebele, signifiquen "els homes dels escuts llargs", una referència a l'ús pels guerrers matabeles dels escuts i llances zulus.

## Antecedents
Els matabeles eren descendents d'una facció entre els zulus que va fugir del nord durant el regnat de Shaka en el període del mfecane ("l'aixafament") o difaqane ("l'escampament"). El general de Shaka, Mzilikazi, va dirigir els seus seguidors lluny del territori zulu després de caure en desgràcia. En els anys trenta del segle xix, es van establir en el que és anomenat Matabelàndia a la meitat occidental de Zimbàbue, però van reclamar la sobirania d'una àrea més ampla. El regne resultant era una societat pròpia de l'edat del ferro en què els membres de la tribu van tenir una posició privilegiada contra els estrangers les vides de la qual eren subjectes a la voluntat del rei.
A canvi dels seus privilegis, tanmateix, els matabeles tant homes com dones van haver de sotmetre's a una disciplina estricta i al corresponent estatus dins la jerarquia. Complien els seus deures i responsabilitats amb la resta de societat. Els contraventors de qualsevol responsabilitat social eren castigats amb la mort, subjecte a l'indult reial rarament atorgat. Aquesta lleialtat i disciplina eren el secret dels matabeles per dominar els seus veïns.

## Elecció
Després de la mort de Mzilikazi, el primer rei dels matabeles i del regne anomenat Mthwakazi, el 1868, el izinduna, o caps, van oferir la corona a Lobengula, un fill de Mzilikazi d'una muller inferior. Molts ''impis'' (regiments) van disputar l'ascens de Lobengula, i la qüestió fou finalment decidida pel arbitratge del assegai (assegai = llança curta; aquí sembla tenir el sentit d'exèrcit), amb Lobengula i el seu ''impis'' aixafant els rebels. El valor de Lobengula en la batalla va portar a la seva elecció unànime com a rei.

## Coronació

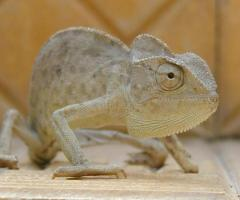
El camaleó i la mosca:
" mai veus un camaleó agafar una mosca? El camaleó se situa darrere de la mosca i queda immòbil per algun temps, llavors avança molt a poc a poc i suaument, primer posant endavant una cama i llavors l'altre. Al final, quan es prop, llança la seva llengua i la mosca desapareix. Anglaterra és el camaleó i jo sóc la mosca."
— Lobengula

La coronació de Lobengula va tenir lloc a Mhlanhlandlela, una de les ciutats militars principals. La nació matabele reunida en forma d'un gran semicercle, va fer un ball de guerra, i va declarar la seva disposició per lluitar i morir per Lobengula. Un nombre important de bestiar fou sacrificat i les millors carns van ser ofertes a Mlimo, el dirigent espiritual matabele, i al difunt Mzilikazi. Grans quantitats grans de cervesa de mill també es van consumir.
Aproximadament 10,000 guerres matabeles en vestimenta de guerra va assistir a la coronació de Lobengula. Els seus vestits van consistir d'una mena de barret i una capa curta feta de plomes d'estruç negre, un kilt (una mena de faldilla) era de lleopard o altres pells i ornamentat amb les cues de bestiar blanc. Al voltant dels seus braços portava cues similars i al voltant dels seus turmells portava anells de llautó i altres metalls. Les seves armes van consistir d'una o més llances per tirar i una llança curta o assegai (l'arma principal del Zulu). Per defensa, portava escuts ovalats grans fets amb la pell d'un bou, de color negre, blanc, vermell, o motejats segons el impi (regiment) al qual pertanyien.
El Matabele podien mantenir la seva posició a causa de la seva mida més gran i la disciplina rígida en l'exèrcit, al qual cada home capaç de la tribu havia de servir. "L'exèrcit ndebele o matabele consistia en 15,000 homes dins 40 regiments i estava basat al voltant de la capital de Lobengula, Bulawayo."

## Govern

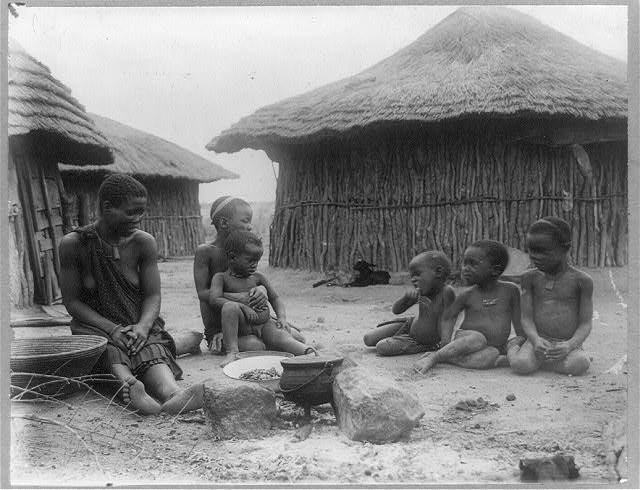
Vida a Bulawayo, vers 1900

Lobengula era un home gran i potent, amb una veu tova que era estimat per la seva gent però detestat per les tribus estrangeres. Va tenir bé per damunt de 20 mullers, possiblement moltes més. El seu pare, Mzilikazi, va tenir al voltant de 200 mullers. Es diu que pesava aproximadament 19 pedres (120 kg o 265 lliures). Era un bon guerrer però no igual que el seu pare. La vida sota Lobengula era menys estricte que havia estat sota Mzilikazi; encara, els ndebeles o matabeles retenien el seu hàbit d'assaltar els seus veïns.
Quan estava en els seus quaranta anys cap als cinquanta, la seva dieta de cervesa de mill tradicional i la vedella li havien provocat obesitat segons visitants europeus. Lobengula Era conscient del més gran poder de foc de les pistoles europees així que enganyava als visitants i els va descoratjar per mitjà de patrulles de frontera a fi de controlar els moviments de tots els viatgers que anaven a Matabelàndia. Aviat en el seu regnat, va tenir uns pocs encontres amb homes blancs (tot i que una estació missionera cristiana havia estat instal·lada a Inyati el 1859), però això va canviar quan es va descobrir or al Witwatersrand dins de les fronteres de la República sudafricana el 1886.
Lobengula Hi havia concedit a John Swinburne el dret de buscar or i altres minerals en un terreny de l'extrem sud-oest de Matabelàndia al llarg del riu Tati entre els rius Shashe i Ramaquabane, des d'aproximadament el 1870, el que va esdevenir (i fou conegut) com la Tati Concession. Tanmateix, no va ser fins aproximadament el 1890 que qualsevol activitat minera va començar a l'àrea.
Lobengula havia estat tolerant amb els caçadors blancs que van anar a Matabelàndia; fins i tot va castigar a aquells de la seva tribu que vigilaven als blancs. Però sempre fou caut en la negociació amb estrangers, i quan un equip britànic (F. R Thompson, Charles Rudd i Rochfort Maguire) va entrar 1888 per provar per persuadir-li per concedir-los el dret de cavar buscant minerals en llocs addicionals del seu territori, les negociacions van durar molts mesos.
Lobengula va donar el seu acord a Cecil Rhodes només quan el seu amic, Leander Starr Jameson, qui un cop hi havia tractat Lobengula de gota, va proposar de garantir-li diners i armament pels matabeles a més d'una promesa que qualssevol persona que anés a fer prospeccions al regne seria considerat com a ciutadà del regne. Com a part d'aquest acord, i per insistència del britànic, ni els Boers ni els portuguesos tindrien permís per establir-se al regne ni podrien obtenir concessions mineres a cap lloc de Matabelàndia. Lobengula va enviar dos emissaris a la reina britànica. Tanmateix, van ser demorats al port per Alfred Beit. La concessió Rudd per 25 anys va ser signada per Lobengula el 30 d'octubre de 1888.

## Guerra Matabele

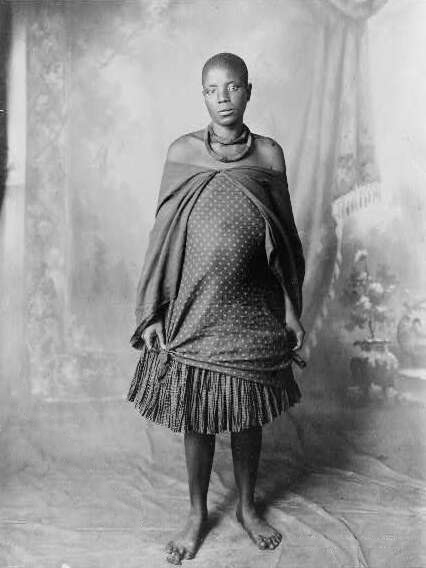
Filla més jove de Lobengula vers 1880-1910

Aviat va esdevenir obvi que Lobengula havia estat enganyat i que Beit i Rhodes pretenien annexar el seu territori. la Primera guerra Matabele va començar l'octubre de 1893, i l'ús d'armes de foc per la Companyia Britànica de l'Àfrica del Sud va devastar les files dels guerrers matabeles, notablement a la Batalla del Shangani. El desembre de 1893, es va saber que Lobengula havia estat molt malalt, però la seva mort algun moment de la primavera de 1894 (22 o 23 de gener de 1894, de verola) va ser mantinguda en secret per molts mesos, i la causa de la seva mort resta incerta. A l'octubre de 1897, els colonitzadors blancs s'havien establert amb èxit en la major part del territori que fou conegut com a Rhodèsia, i Matabelàndia com a regne va deixar d'existir.